# Helius (Eurhamphidia) vitiensis
Helius (Eurhamphidia) vitiensis is een tweevleugelige uit de familie steltmuggen (Limoniidae). De soort komt voor in het Australaziatisch gebied.